# Volvo 244
Volvo 244 — автомобілі, що належать до 240-ї серії компанії Volvo, яка вироблялася з серпня 1974. Виробництво цих машин припинилось в 1982 році. Існує у версіях DL, LD, D, L і GL, які мають однакову базу. Модифікації Volvo 244:
- Volvo 244 — 97 к.с. — (1980–1982);
- Volvo 244—136 к.с. — (1980–1982);
- Volvo 244 2.1 — 107 к.с. — (1980–1981);
- Volvo 244 2.3 — 112/136 к.с. — (1981–1982);
- Volvo 244 Diesel — 82 к.с. — (1980–1982);
- Volvo 244 Turbo — 155 к.с. — (1980–1982).

## Опис
Представлений у вигляді чотиридверного седана. Версії з Turbo та 2.3-літровим двигуном на 136 кінських сил постачались з підсилювачем керма, електроприводом дзеркал, протитуманними фарами та тонованими вікнами. Для решти моделей перелічені елементи були опціями. Модель Turbo єдина з-поміж всіх була оснащена 15-дюймовими литими дисками коліс. Люк даху пропонувався за окрему платню.

## Огляд моделі

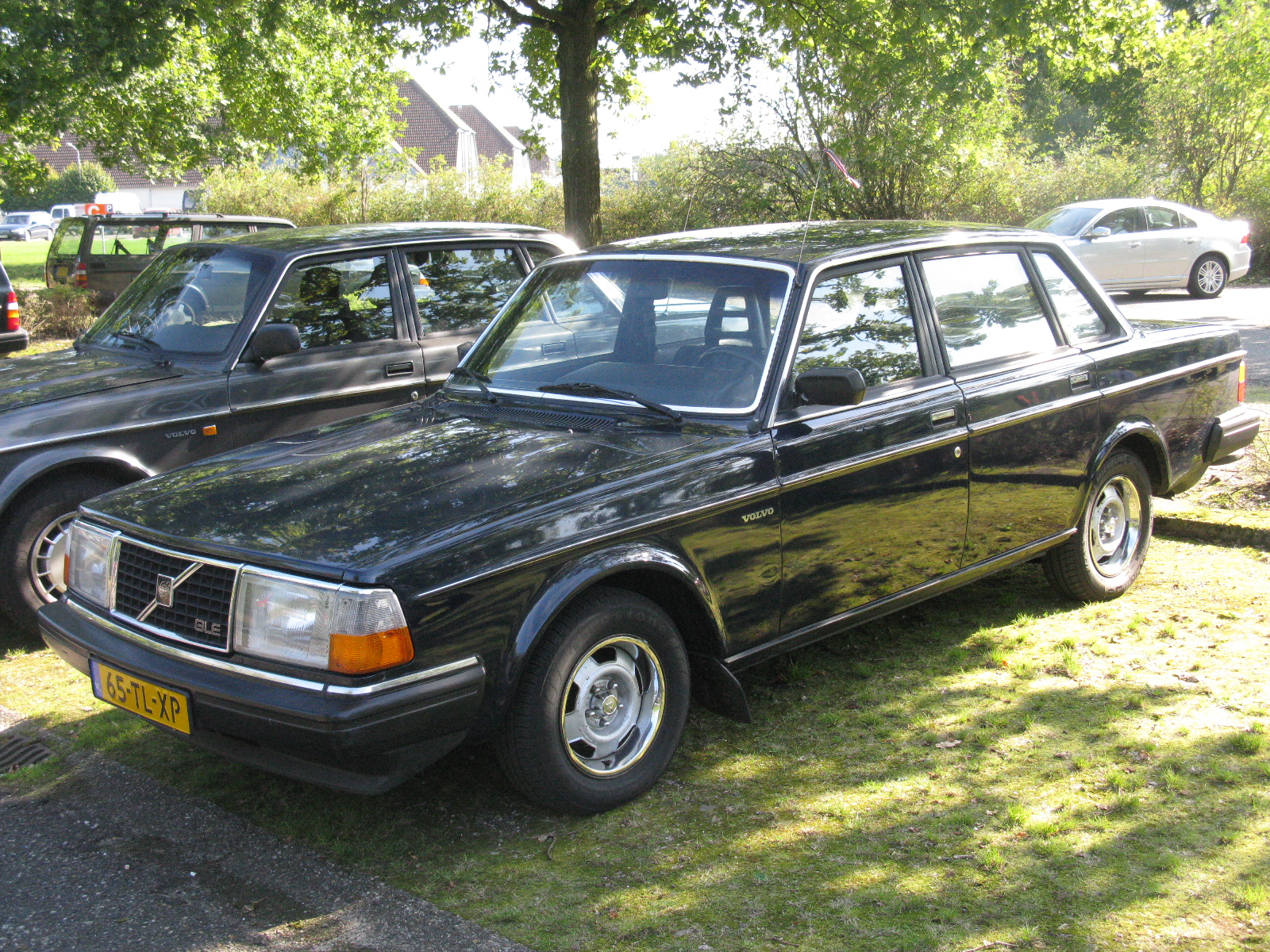
Volvo 244 GLE
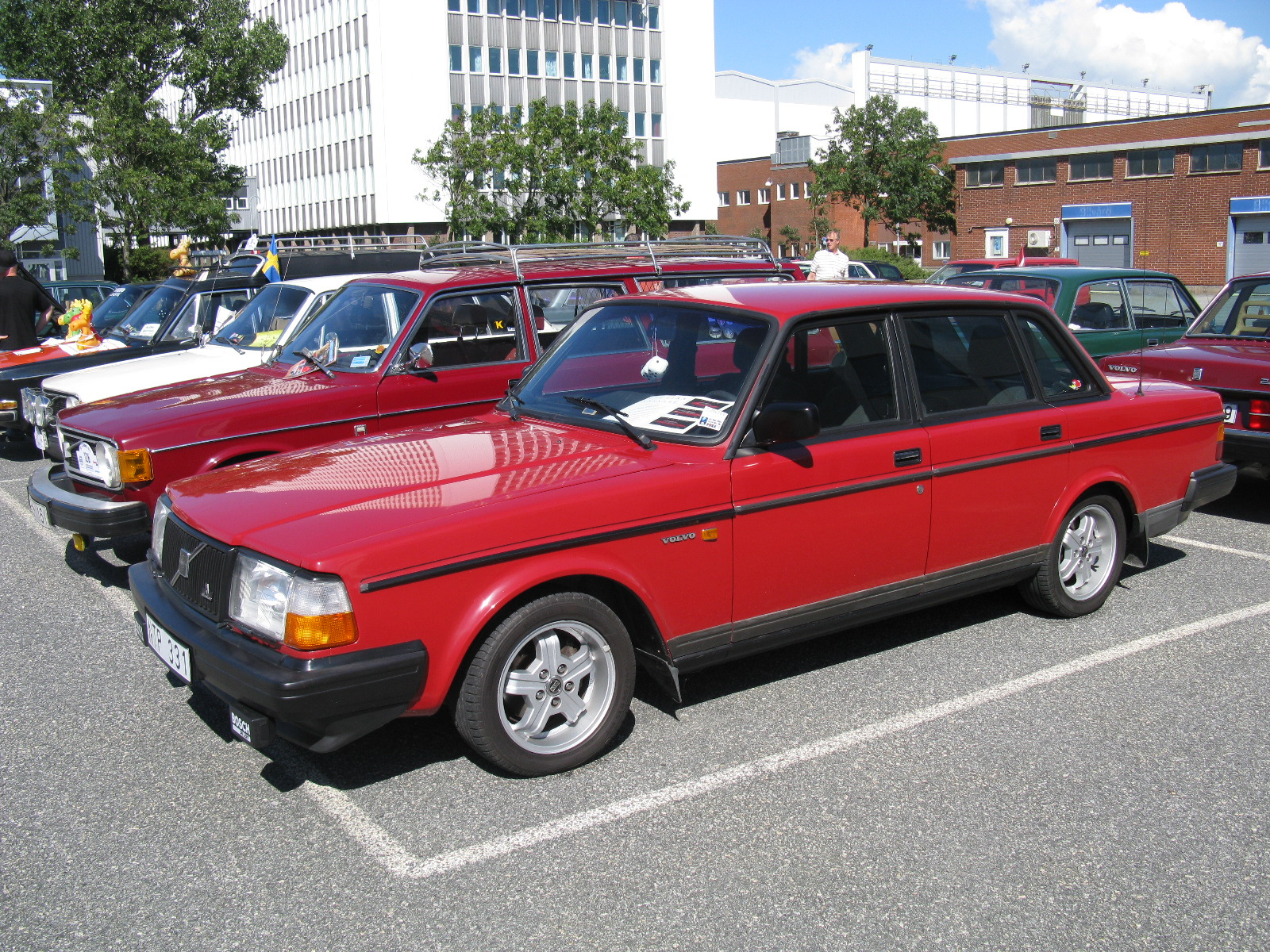
Volvo 244 GL
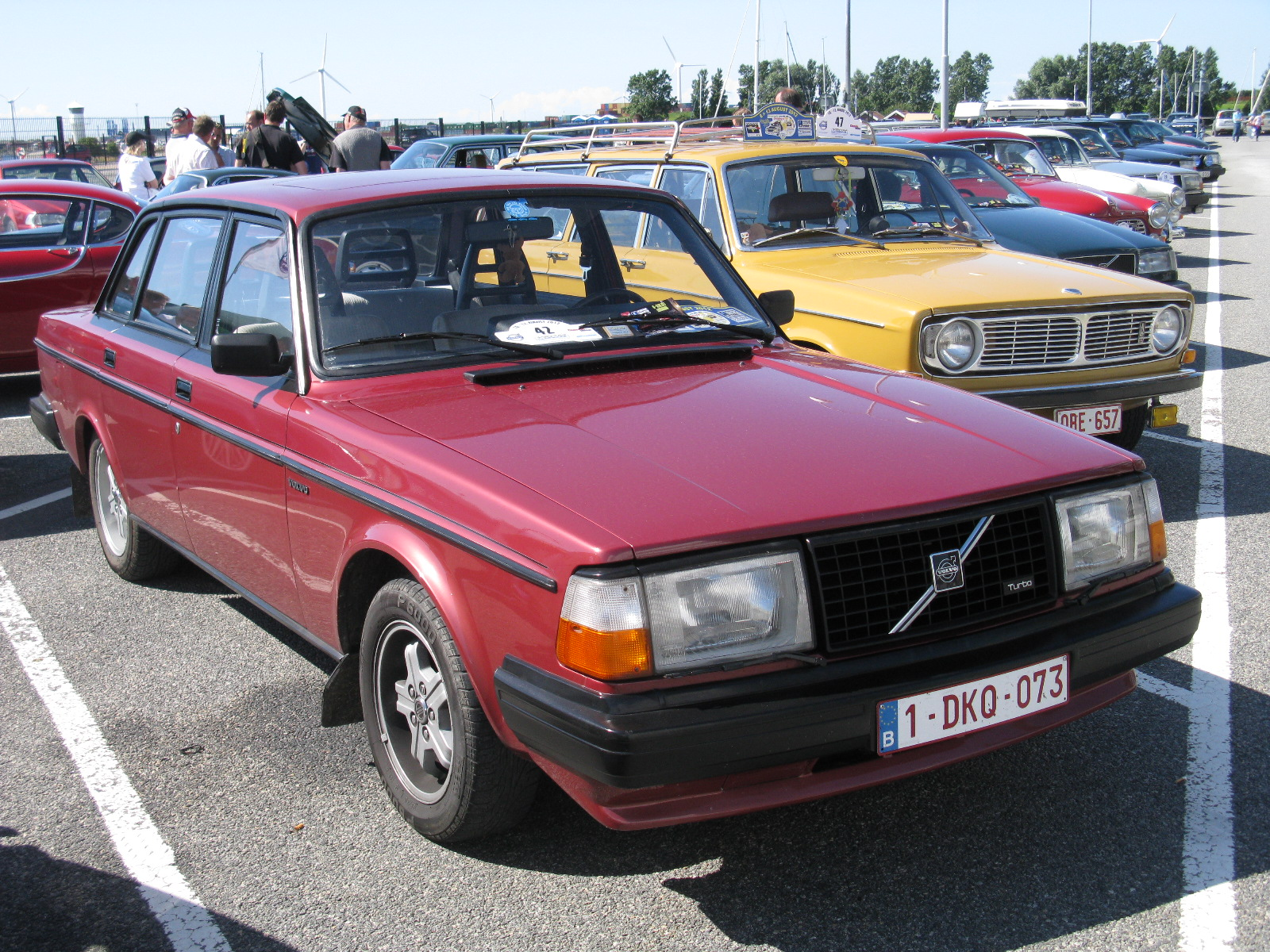
Volvo 244 Turbo